# Rváčov (Lomnice nad Popelkou)
Rváčov je malá vesnice, část města Lomnice nad Popelkou v okrese Semily. Nachází se asi 2,5 kilometru západně od Lomnice nad Popelkou.
Rváčov je také název katastrálního území o rozloze 4,8 km². V katastrálním území Rváčov leží i Černá, Dráčov, Skuhrov a Tikov.

## Historie
První písemná zmínka o vesnici pochází z roku 1377.

## Fotogalerie

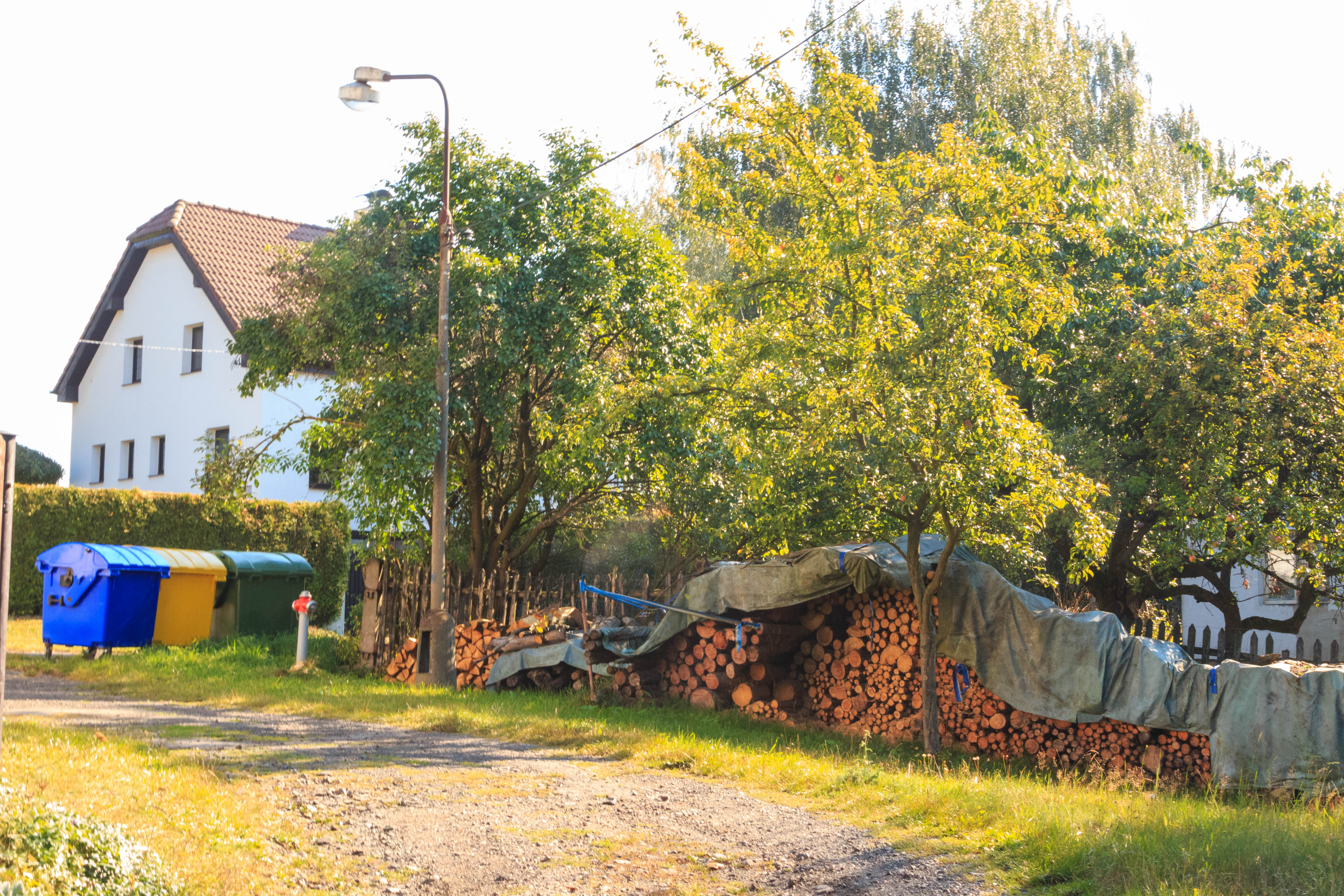
Dům čp. 11
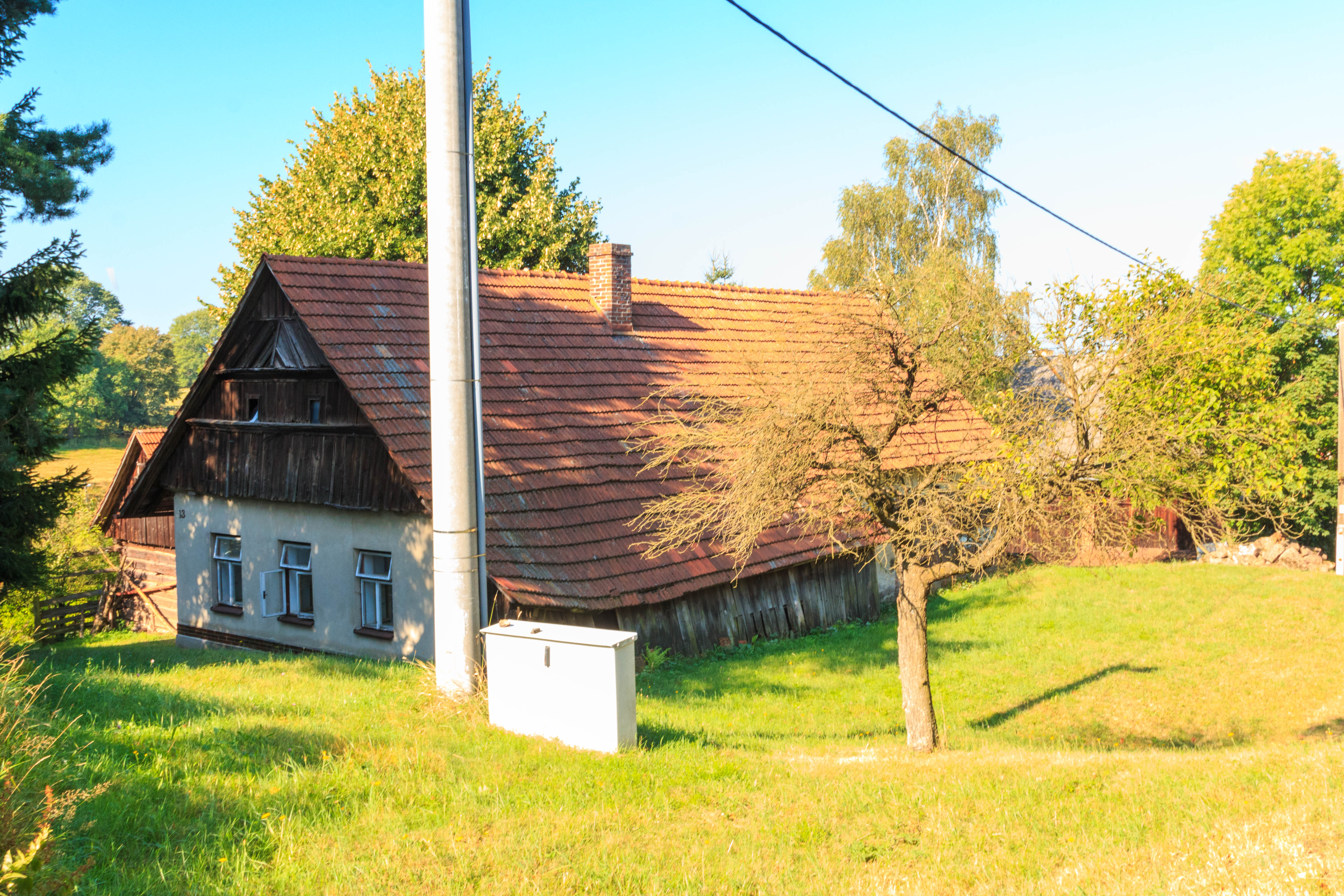
Dům čp. 13
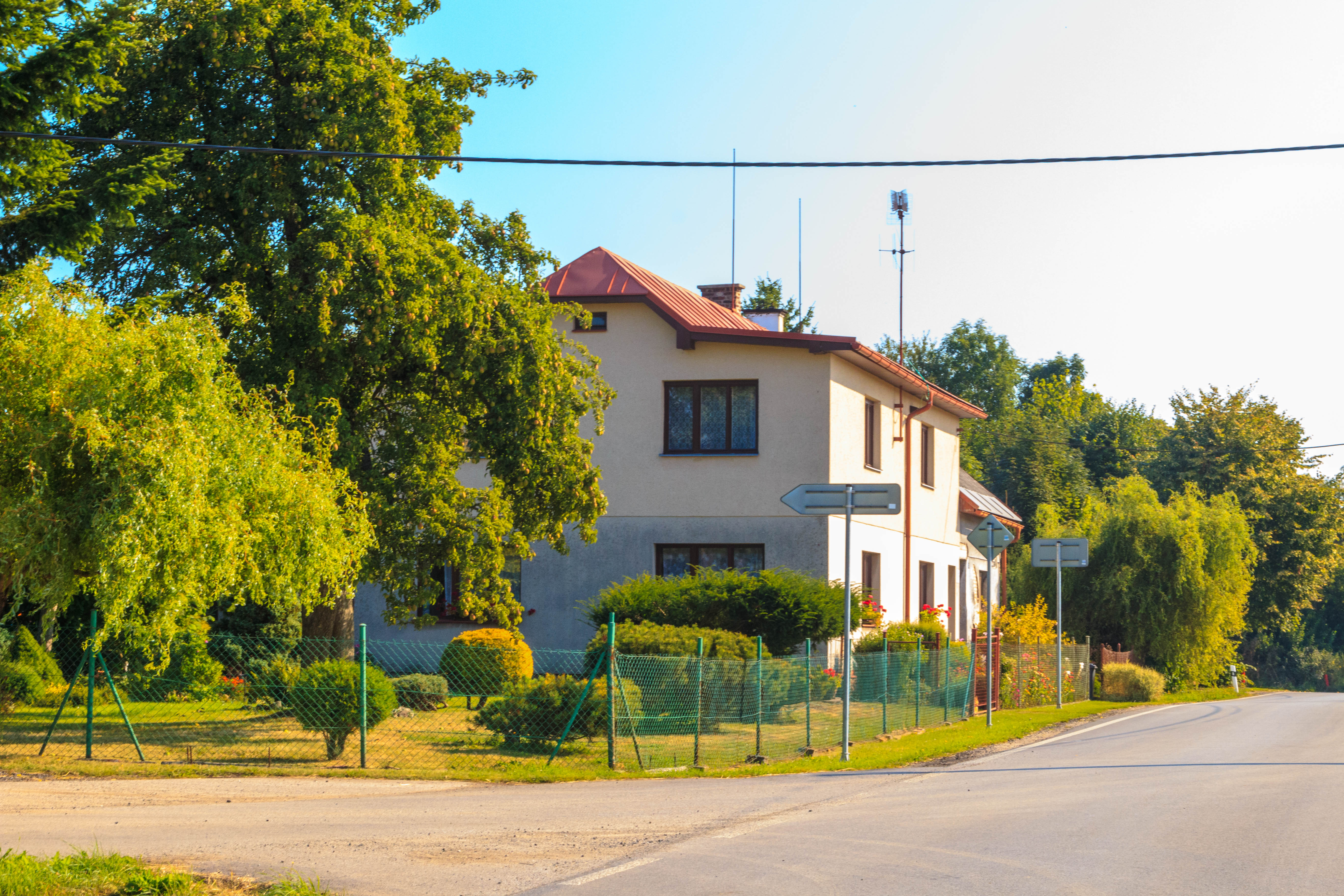
Dům čp. 30
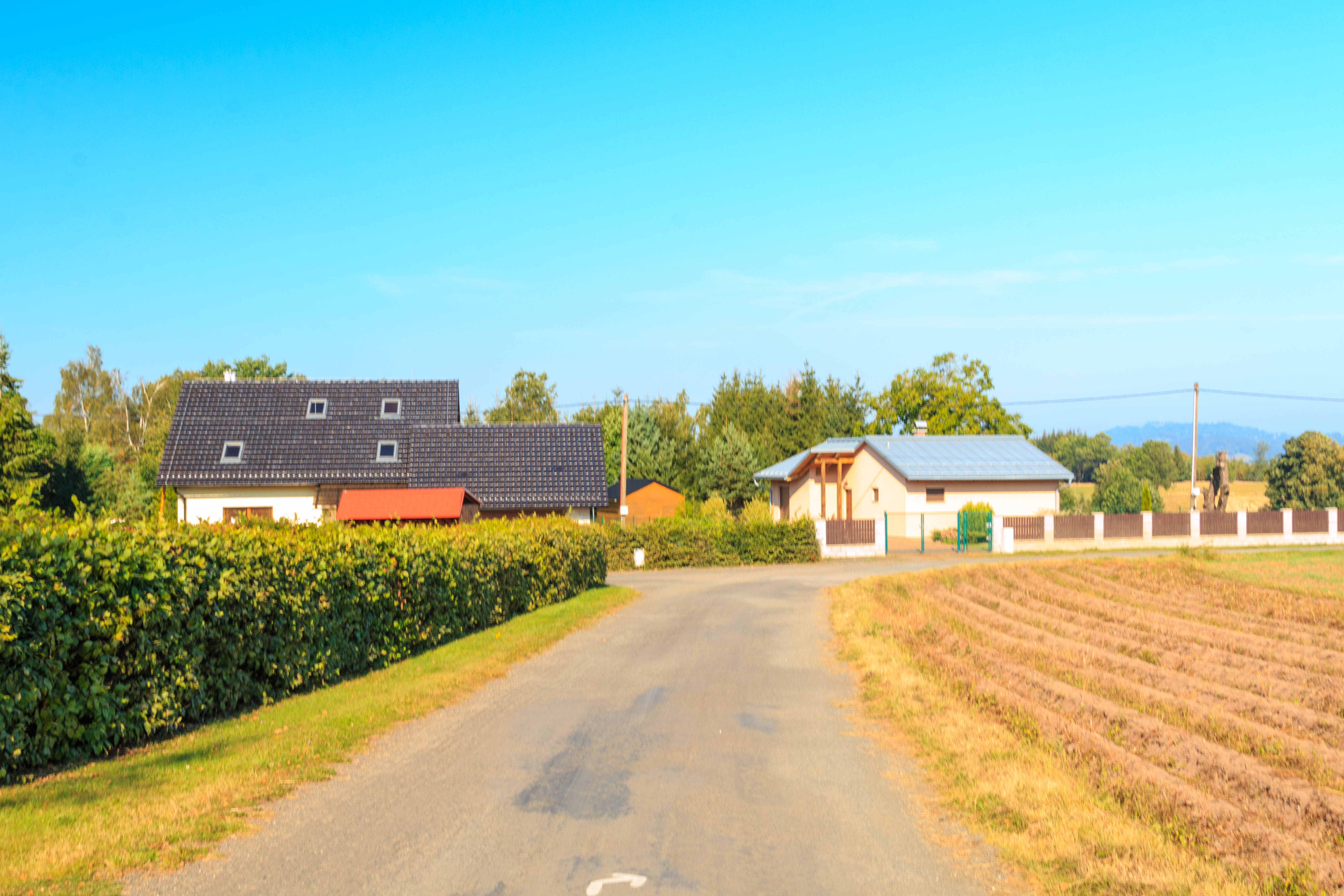
Dům čp. 33